# Tam Kỳ Phổ Độ

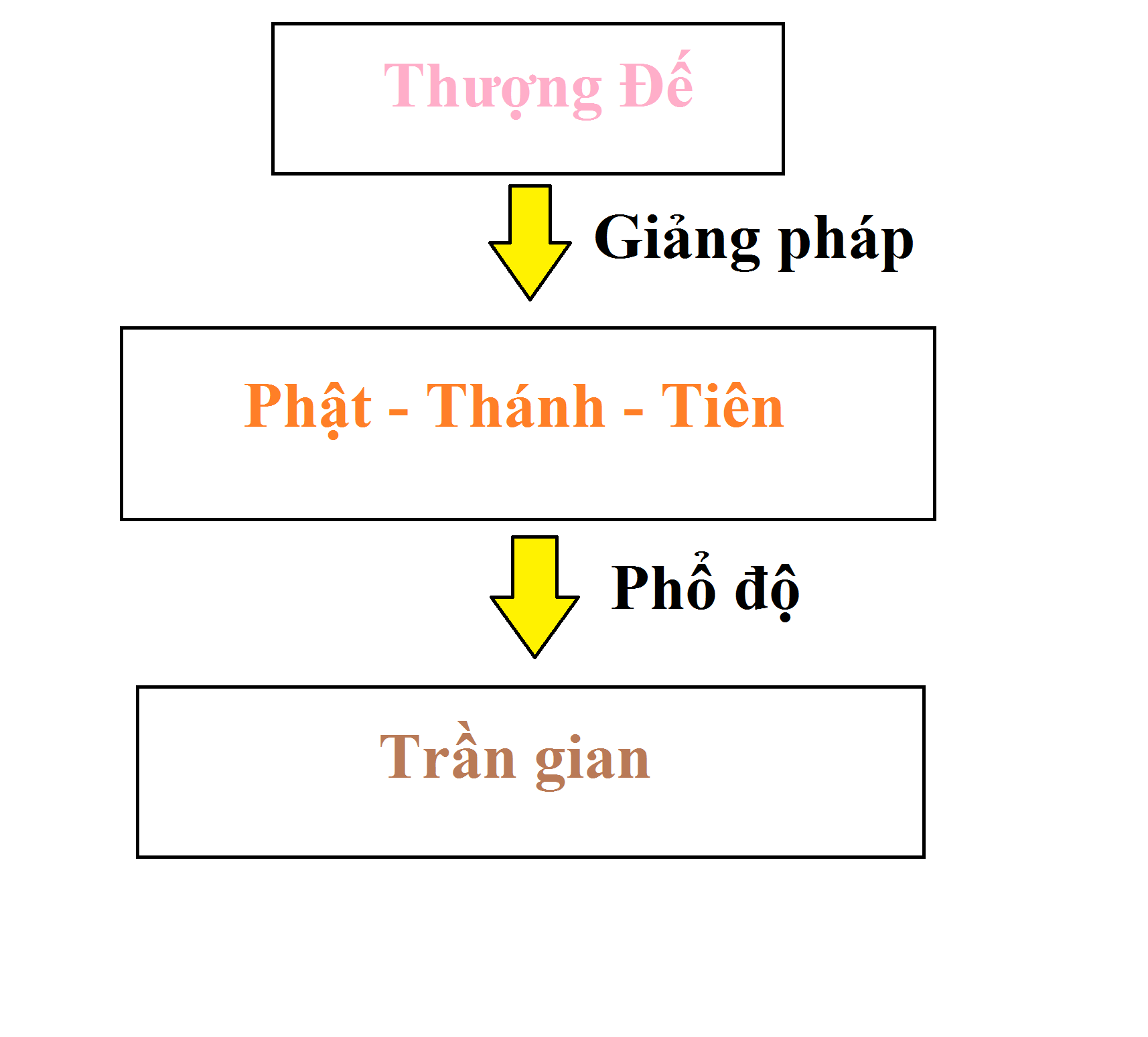
Sơ đồ minh họa quá trình phổ độ

Tam Kỳ Phổ Độ là quan điểm dung hợp các tôn giáo trong tôn giáo Cao Đài. Theo đó, sự hình thành các tôn giáo trên thế giới ở 2 thời kỳ theo trình tự thời gian cuối cùng cũng sẽ hợp nhất ở thời kỳ thứ 3 với một tôn giáo duy nhất là đạo Cao Đài dưới quyền truyền đạo trực tiếp của Thượng đế. Chính vì vậy, các tín đồ Cao Đài còn gọi tôn giáo của họ là Đại đạo Tam kỳ Phổ độ (Nền đạo lớn phổ độ lần thứ Ba).

## Nhất kỳ Phổ độ
Là thời kỳ hình thành nên các tôn giáo trên thế giới. Các tín đồ Cao Đài tin rằng Thượng đế là Đấng sáng lập ra vũ trụ và hình thành nên các tôn giáo để phổ độ chúng sanh. Tùy theo đặc điểm địa phương, Thượng đế đã hình thành các tôn giáo khác nhau để phù hợp với đặc điểm đó và đã mặc khải cho các đệ tử đầu tiên thay mặt Thượng đế để truyền đạo:
Các vị (đệ tử) sáng lập những tôn giáo đó là:
1. Cổ Phật Nhiên Đăng, Phật Ca Diếp, Phật Câu Na Hàm, Phật Câu Lưu Tôn mở Phật giáo ở Ấn Độ.
2. Trấn Vũ, Đế Thích mở Tiên giáo ở Trung Hoa.
3. Ngũ Long, Hữu Sào, Toại Nhân, Phục Hy, Thần Nông mở Nho giáo ở Trung Hoa.
4. Brahma, Vishnu, Shiva mở Ấn Độ giáo ở Ấn Độ.
5. Moses, Abraham mở Do Thái giáo ở nước Do Thái.

## Nhị kỳ Phổ độ
Là thời kỳ chấn hưng các nền tôn giáo trên thế giới. Các tín đồ Cao Đài cho rằng sau một thời gian phổ độ, các giáo lý được Thượng đế truyền dạy theo thời gian đã bị các tín đồ diễn giải sai lạc, không còn mang đúng giáo lý nguyên thủy của Ngài. Vì vậy, Thượng đế một lần nữa đã truyền dạy cho các đệ tử của mình ở các nơi trên thế giới, thực hiện hiện nhiệm vụ chấn hưng nền Đạo:
Các vị (đệ tử) sáng lập những tôn giáo đó là:
1. Phật Thích Ca giáng sinh ở Ấn Độ, mở ra Phật giáo để chấn hưng phật giáo.
2. Đại Anh Hùng giáng sinh ở Ấn Độ, mở ra Kỳ Na giáo để chấn hưng Ấn Độ giáo.
3. Lão Tử giáng sinh ở Trung Hoa, mở ra Lão giáo để chấn hưng Tiên giáo.
4. Khổng Tử giáng sinh ở Trung Hoa, mở ra Khổng giáo để chấn hưng Nho giáo.
5. Jesus giáng sinh ở Do Thái, mở ra Cơ Đốc giáo để chấn hưng Do Thái Giáo.
6. Muhamad giáng sinh ở Ả Rập, mở ra Hồi giáo để chấn hưng Hồi giáo.

## Tam kỳ Phổ độ
Với sự phát triển, xu hướng tất cả các tôn giáo đều hợp thành một tôn giáo duy nhất dưới quyền cai quản Thượng đế, được Thượng đế điều hành, truyền giảng trực tiếp cho các tín đồ thông qua hình thức cơ bút. Đó chính là đạo Cao Đài.
Theo quan niệm của các tín đồ Cao Đài, tôn giáo của họ là sự chân truyền duy nhất vì được nhận sự truyền dạy trực tiếp từ Thượng đế chứ không qua trung gian như các tôn giáo khác. Chính vì điều này, nhiều tín đồ để tỏ lòng tôn kính, thường gọi tôn giáo mình là đạo Thầy, hàm ý nền đạo của mình được người Thầy duy nhất là Thượng đế trực tiếp truyền dạy. Thời kỳ ngũ chi hợp nhất tam giáo quy nguyên tức là hợp nhất với thượng đế nhận sự che chở và bảo vệ của ngài. Thời kỳ này ngoài Cao Đài thì còn có Bửu Sơn Kỳ Hương, Đạo Dừa, Đạo Nhỏ, Phật Giáo Hòa Hảo,.... Các đạo giáo thời kỳ này chủ yếu tập trung ở miền nam Việt Nam. 
Các vị sáng lập những tôn giáo đó là:
1. Phật thầy Tây An giáng sinh mở ra Bửu sơn Kỳ Hương.
2. Huỳnh Phú Sổ giáng sinh mở ra Phật giáo Hòa Hảo.
3. Phạm Công Tắc giáng sinh mở ra Cao Đài giáo.